# Mariño (Sucre)
Mariño é um município da Venezuela localizado no estado de Sucre.
A capital do município é a cidade de Irapa.